# Батутинка
Батутинка — река в России, протекает в Холмском районе Новгородской области. Устье реки находится у деревни Поречье Морховского сельского поселения в 11 км по правому берегу реки Малый Тудер. Длина реки составляет 28 км. Площадь водосборного бассейна — 188 км².
У истоков реки расположена деревня Дол Находского сельского поселения, а примерно в 2 км от устья деревня Батутино Морховского сельского поселения.
- В 6 км от устья, по левому берегу реки впадает река Мороховка.

Система водного объекта: Малый Тудер → Кунья → Ловать → Волхов → Нева → Балтийское море.

## Данные водного реестра
По данным государственного водного реестра России относится к Балтийскому бассейновому округу, водохозяйственный участок реки — Ловать и Пола, речной подбассейн реки — Волхов. Относится к речному бассейну реки Нева (включая бассейны рек Онежского и Ладожского озера).
По данным геоинформационной системы водохозяйственного районирования территории РФ, подготовленной Федеральным агентством водных ресурсов, код водного объекта в государственном водном реестре — 01040200312102000023537.